# 스테판 루
스테판 루(프랑스어: Stéphane Roux)는 프랑스의 만화가이다. 《위치블레이드》, 《버즈 오브 프레이》, 《할리 퀸》 등의 작화를 담당했다.